# 외유전체학
외유전체학은 일반적인 유전에 의해 유전정보가 다음세대로 전달되는 것이 아닌 다른 방식으로 유전형질이 전환되는 것을 오믹스(체학)적인 방법으로 연구하는 것이다. 실제적으로는 세포핵내의 히스톤 단백질과 관계된 메틸레이션과 아세틸레이션 등의 유전체 수정(modification)을 연구하는 학문이다. 상당수의 중요한 유전관련 문제들이 외유전학(epigenetics)와 관련이 있다. 최근의 유전체학의 발달로 인해, 바이오칩을 통해 자동으로 많은 메틸화 장소를 한꺼번에 연구함에 따라, 외유전체학이란 용어가 2000년대쯤에 쓰이기 시작했다. 후성유전체학이라고 불리기도 하나, 유전자에 꼭 후성적 혹은 환경적으로 유전정보가 변경되는 게 아니라, 유전체의 본래 조절 기작으로 인식이 되기 때문에, 후성유전체란 용어보다는, DNA 서열위 혹은 외부에 쓰여지는 모든 형태의 유전정보란 뜻에서, 외(epi-) 유전체로 번역을 한다.

## 타 오믹스 분야
- 유전체학
- 단백체학
- 대사체학
- 전사체학
- 미생물군체학

## 같이 보기
- 외유전학